# Colorito

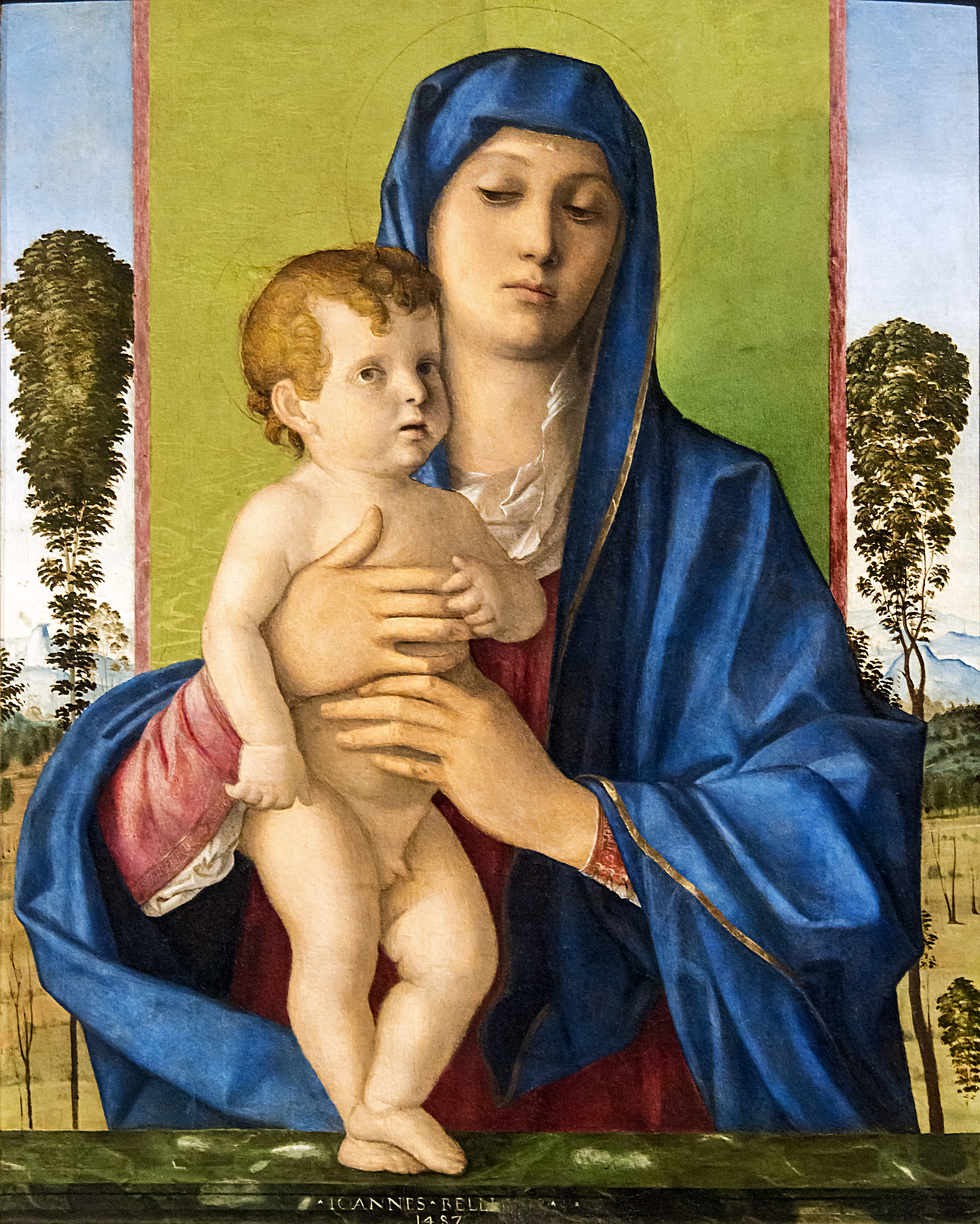
Vierge aux arbrisseaux, par Giovanni Bellini, l'un des promoteurs du colorito.

Le colorito est, en matière de peinture italienne, un processus pictural favorisé par l'école vénitienne et qui prête une attention particulière à la maîtrise des couleurs, par opposition au disegno plus propre aux Florentins, lequel valorise le dessin qui marque les contours. Il émerge notamment avec Giovanni Bellini.